# Enchiridion militis Christiani
Enchiridion militis Christiani, (ung. En kristen riddares handbok) är en skrift av Erasmus av Rotterdam från 1501. 
Under en vistelse i Tournehem, ett slott nära Sankt-Omer, i norra Frankrike, mötte Erasmus en ociviliserad men vänlig soldat, bekant med en god vän till Battus Erasmus. På förfrågan från soldatens fromma hustru, som kände sig nonchalerad av sin mans uppförande, så bad Battus att Erasmus skulle skriva en text för att övertyga soldaten om att ändra sitt beteende, vilket han också gjorde. Ersamus bearbetade sedan den texten till Enchiridion militis Christiani. Boken är en maning till kristna att leva i enlighet med den kristina tron istället för att enbart följa de påbjudna yttre förhållningssättet. Det blev en av Erasmus mest inflytelserika verken på sin tid.

## Innehåll
Texten kännetecknas av en nyplatonsk antropologi. Alla människor och även den yttre världen ses som bestående av både en materiell och en andlig del. Den andliga gudomliga delen skall härska över den materiella delen. Kristus är genom sitt dygdiga och ödmjuka förhållningssätt förebilden för människan. Det är genom att i övertygelse leva ett liv i hans anda och inte bara rutinmässigt be om syndernas förlåtelse och fira helgondagar som man följer Kristus. Erasmus skiljer inte mellan ett levandadsätt för lekmän och ett för munkar och präster. Kristna tron är till för alla tillsammans. Språket i skriften är hämtar från krigarens värld, där bönen och den Heliga Skrift är vapnen. 

## Källa
- Bainton, Roland H, Erasmus: Reformerzwischen den Fronten, Göttingen 1972